# Paul Harteck
Paul Karl Maria Harteck (1902 – 1985) va ser un físico-químic alemany. Va ser arrestat pels aliats britànics i estatunidencs i encarcerat a Farm Hall durant sis mesos l'any 1945 sota l'Operació Epsilon.
Des de 1928 a 1933, Harteck treballà al KWI für physikalische Chemie und Elektrochemie (KWIPC) de Dahlem (Berlín), junt amb Karl Friedrich Bonhoeffer en experiments sobre parahidrogen i ortohidrogen.
L'any 1933, Harteck va treballar amb Ernest Rutherford a la Universitat de Cambridge. A Alemanya des de 1937, va ser conseller de la Heereswaffenamt (Oficina de l'exèrcit). L'abril de 1939, junt amb el seu ajudant tècnic Wilhelm Groth, Harteck va entrar en contacte amb el Reichskriegsministerium (Ministeri de guerra Alemany) per alertar-los de les aplicacions potencials militars de les reaccions en cadena nuclears. A Alemanya va fer recerca sobre la separació dels isòtops de l'urani i sobre l'ús de l'aigua pesant com a moderador de neutrons. Sota la supervisió de Wilhelm Groth van fer experiment d'enriquiment de l'urani usant una ultracentrifugadora (a Celle, a 120 km d'Hamburg).. Després de passar sis mesos encarcerat a Farm Hall, el 1946 va passar a ser director de la universitat de British Columbia.
El 1951, Harteck passà a ser professor resident a la Rensselaer Polytechnic Institute de Troy, Nova York, on va ensenyar fins a 1968.

## Articles
- A. Farkas, L. Farkas, P. Harteck Experiments on Heavy Hydrogen. II. The Ortho-Para Conversion, Proceedings of the Royal Society of London. Series A. Vol. 144, No. 852, pp. 481–493 (Mar. 29, 1934)

- M. L. E. Oliphant, P. Harteck, Lord Rutherford Transmutation Effects Observed with Heavy Hydrogen, Proceedings of the Royal Society of London. Series A. Vol. 144, No. 853, pp. 692–703 (May 1, 1934)

### Llibres
- K. F. Bonhoeffer and P. Harteck, Grundlagen Der PhotoChemie (Verlag Von Theodor Steinkopff, 1933)

- Konrad Beyerle, Wilhelm Groth, Paul Harteck, and Johannes Jensen Über Gaszentrifugen: Anreicherung der Xenon-, Krypton- und der Selen-Isotope nach dem Zentrifugenverfahren (Chemie, 1950); cited in Walker, 1993, 278.